# Joost Huijsing
Joost Huijsing (Hilversum, 28 april 1952) is een Nederlands journalist, radioprogrammamaker, radioverslaggever, regisseur en eindredacteur.
Na zijn lagere- en middelbare opleiding in Hilversum studeerde hij in 1976 af aan de School voor de Journalistiek te Utrecht om daarna als verslaggever en regisseur op freelancebasis voor diverse omroepen te gaan werken.
In 1978 kreeg hij een positie bij het zondagmorgen radioprogramma Vroege Vogels, waarvoor hij vanaf 1985 samen met zijn echtgenote Carla van Lingen verantwoordelijk werd. Dit betrof ook de werkzaamheden rond het Vroege Vogels Magazine, de internetsite en andere spin-offs van dit radioprogramma. Vanaf september 2007 was hij eindredacteur en alsmede radioverslaggever. Huijsing was ook co-auteur van vier Vroege Vogel-boeken.
Hij was degene, die de Jan Wolkers Prijs voor het beste natuurboek heeft bedacht en cabaretier Ivo de Wijs als presentator en bioloog Midas Dekkers als columnist naar Vroege Vogels heeft gehaald. Op zondag 8 mei 2016 heeft Huijsing tijdens de live radio-uitzending afscheid van Vroege Vogels genomen.